# Control freak
Control freak (манія контролю) — неформальна назва психологічної акцентуації, пов'язаної з нав'язливим прагненням керувати середовищем.

## Опис
Особи подібної характеристики переважно є перфекціоністами: вони схильні до маніпулювання оточуючими та задіяння щодо них психологічного і фізичного тиску з метою зміни поведінки, що позбавляє їх від необхідності змінювати власну поведінку, звички і переконання.